# 亜細亜堂
株式会社亜細亜堂（あじあどう、英: AJIADO CO.,LTD.）は、日本のアニメ制作会社。

## 概要
1978年、芝山努、小林治、山田みちしろらが、Aプロダクションを改組して発足したシンエイ動画から独立して有限会社亜細亜堂として創業した。
設立当初はシンエイ動画や東京ムービーの下請けを中心に活動。1984年、『カッくんカフェ』より元請制作を開始し、翌年株式会社に改組。
1990年、小林を代表としてダップインターナショナル株式会社を設立。
同時期に、玩具メーカーのタカラと合弁会社・ジャパンタップスを設立し、『ミラクル☆ガールズ』などのアニメの制作を請け負った他、同社がスポンサーの他社制作アニメのグロス請けも行った（後に解散）。
1998年、デジタルアニメーション部門を設立しデジタル制作へ移行した。
長年、『ちびまる子ちゃん』や『忍たま乱太郎』を始めとしたファミリー向けのテレビシリーズや劇場用アニメを制作してきたが、近年では深夜帯作品への進出も目立つ。中国のアニメスタジオ・無錫馬良動画有限公司と提携し、動画・仕上を委託している。
1996年から1997年にかけて同社所属（当時）の望月智充が『勇者指令ダグオン』の監督をサンライズから依頼されたのをきっかけとして、サンライズ制作によるファミリー向け作品である『ニャニがニャンだー ニャンダーかめん』（2000年）の制作を協力し、『まじめにふまじめ かいけつゾロリ』（2005年 - 2007年）を共同制作した。他に映像製作会社のジェンコがプロデュースした『絶対少年』（2005年）の制作に参加。この作品では原作者の一部として表記されている。
埼玉県さいたま市にある本社の他、東京都練馬区に上石神井スタジオを持つ。
2017年、社員が社内労働環境改善を目指して亜細亜堂労働組合を設立。
2024年5月23日、代表取締役の岡村雅裕が退任し、新たに小澤慎一朗が代表取締役社長に就任した。

## 不祥事
2010年5月13日、法人税法違反（脱税）の罪で、亜細亜堂関連会社「ダップインターナショナル」と、同社の小林治が在宅起訴された。起訴状では外注費を水増し計上など虚偽の申告をして法人税約4800万円を脱税したとされる。2010年8月にさいたま地方裁判所にて、ダップ社に罰金1,500万、代表取締役小林治に懲役1年執行猶予3年の判決が下り、その後確定した。ダップ社は2010年8月31日の株主総会で会社清算を決定し、清算人に小林治と亜細亜堂代表取締役の岡村雅裕が就任した。

## 作品履歴

### テレビアニメ
| 開始年 | 放送期間         | タイトル                                                           | 監督                                        | アニメーション プロデューサー                     | 備考                               |
| ------ | ---------------- | ------------------------------------------------------------------ | ------------------------------------------- | ------------------------------------------------- | ---------------------------------- |
| 1993年 | 1月 - 12月       | ミラクル☆ガールズ                                                  | 安濃高志 ときたひろこ                       | N/A                                               | ジャパンタップス名義               |
| 1993年 | 4月 - 1994年3月  | 忍たま乱太郎                                                       | 芝山努（総） 河内日出夫 根岸宏樹 野木森達哉 | 黒木健一 →岡村雅裕 →松山竜一郎 →荒川勇人 金子泰生 | 総合テレビ版                       |
| 1994年 | 10月 -           | 忍たま乱太郎                                                       | 芝山努（総） 河内日出夫 根岸宏樹 野木森達哉 | 黒木健一 →岡村雅裕 →松山竜一郎 →荒川勇人 金子泰生 | Eテレ版                            |
| 2004年 | 2月 - 2005年2月  | かいけつゾロリ                                                     | 錦織博                                      | 岡村雅裕                                          | 共同制作：アンバーフィルムワークス |
| 2005年 | 2月 - 2007年1月  | まじめにふまじめ かいけつゾロリ                                    | 芝山努（総） 亀垣一 加瀬充子                | 岡村雅裕                                          | 共同制作：サンライズ               |
| 2005年 | 5月 - 11月       | 絶対少年                                                           | 望月智充                                    | 松山竜一郎 長谷川康雄                             |                                    |
| 2006年 | 10月 - 12月      | くじびき♥アンバランス                                              | 水島努                                      | N/A                                               |                                    |
| 2007年 | 4月 - 7月        | 英國戀物語エマ 第二幕                                              | 小林常夫                                    | 矢尾板克之                                        |                                    |
| 2007年 | 12月 - 2009年5月 | トランスフォーマー アニメイテッド                                  | マット・ ヤングバーグ                       | N/A                                               |                                    |
| 2013年 | 4月 - 6月        | DD北斗の拳                                                         | 大地丙太郎                                  | 荒川勇人                                          |                                    |
| 2015年 | 10月 - 12月      | DD北斗の拳2                                                        | 大地丙太郎                                  | 荒川勇人                                          |                                    |
| 2015年 | 10月 - 12月      | 北斗の拳 イチゴ味                                                  | まんきゅう                                  | 矢尾板克之                                        |                                    |
| 2016年 | 10月 - 12月      | 終末のイゼッタ                                                     | 藤森雅也                                    | 山口達也 小澤慎一朗                               |                                    |
| 2018年 | 7月 - 9月        | 異世界魔王と召喚少女の奴隷魔術                                     | 村野佑太                                    | 荒川勇人                                          |                                    |
| 2019年 | 10月 - 12月      | 本好きの下剋上 司書になるためには手段を選んでいられません          | 本郷みつる                                  | 山口達也                                          | 第1期                              |
| 2020年 | 4月 - 6月        | 本好きの下剋上 司書になるためには手段を選んでいられません          | 本郷みつる                                  | 山口達也                                          | 第2期                              |
| 2020年 | 4月 - 11月       | もっと!まじめにふまじめ かいけつゾロリ                             | 緒方隆秀                                    | 宮田聡                                            | 共同制作：BN Pictures              |
| 2020年 | 4月 - 6月        | かくしごと                                                         | 村野佑太                                    | 荒川勇人                                          |                                    |
| 2021年 | 1月 - 3月        | 怪物事変                                                           | 藤森雅也                                    | 山口達也                                          |                                    |
| 2021年 | 4月 - 10月       | もっと!まじめにふまじめ かいけつゾロリ（第2シリーズ）              | 緒方隆秀                                    | 宮田聡                                            | 共同制作：BN Pictures              |
| 2022年 | 4月 - 9月        | もっと!まじめにふまじめ かいけつゾロリ（第3シリーズ）              | 緒方隆秀                                    | 宮田聡                                            | 共同制作：BN Pictures              |
| 2022年 | 4月 - 6月        | 本好きの下剋上 司書になるためには手段を選んでいられません（第3期） | 本郷みつる                                  | 矢尾板克之                                        |                                    |
| 2023年 | 1月 - 3月        | REVENGER                                                           | 藤森雅也                                    | 山口達也 野田巧真                                 |                                    |
| 2024年 | 1月 - 3月        | ゆびさきと恋々                                                     | 村野佑太                                    | 矢尾板克之                                        |                                    |
| 2025年 | 1月 - 3月        | 悪役令嬢転生おじさん                                               | 竹内哲也                                    | 宮田聡                                            |                                    |
| 2025年 | 10月 -           | 矢野くんの普通の日々                                               | 松尾晋平                                    | 未公表                                            |                                    |

### 劇場アニメ
| 公開年 | タイトル                                             | 監督                      | アニメーション プロデューサー | 備考                  |
| ------ | ---------------------------------------------------- | ------------------------- | ----------------------------- | --------------------- |
| 1984年 | カッくんカフェ                                       | 小林治                    | N/A                           |                       |
| 1984年 | Jリーグを100倍楽しく見る方法!!                       | 磯村一路 芝山努           | 草野啓二                      |                       |
| 1996年 | 映画 忍たま乱太郎                                    | 芝山努（総） 小林常夫     | 岡村雅裕                      |                       |
| 1997年 | どんぐりの家                                         | 山本おさむ（総） 安濃高志 | 岡村雅裕                      |                       |
| 2002年 | 忍たま乱太郎 カラクリ古寺を突破せよ!!の段            | N/A                       | N/A                           | イベント上映作品      |
| 2004年 | アニメでじゅげむ                                     | N/A                       | N/A                           |                       |
| 2006年 | まじめにふまじめ かいけつゾロリ なぞのお宝大さくせん | 亀垣一                    | N/A                           | 共同制作：サンライズ  |
| 2007年 | 忍たま乱太郎 〜星に誓った友情物語の段〜              | N/A                       | N/A                           | イベント上映作品      |
| 2010年 | おまえうまそうだな                                   | 藤森雅也                  | 荒川勇人                      |                       |
| 2011年 | 劇場版アニメ 忍たま乱太郎 忍術学園 全員出動!の段     | 藤森雅也                  | 松山竜一郎                    |                       |
| 2012年 | マジック・ツリーハウス                               | 錦織博                    | 荒川勇人                      |                       |
| 2012年 | 映画かいけつゾロリ だ・だ・だ・だいぼうけん!         | 岩崎知子                  | 矢尾板克之                    | 共同制作：サンライズ  |
| 2013年 | 映画かいけつゾロリ まもるぜ!きょうりゅうのたまご     | 岩崎知子                  | 矢尾板克之                    | 共同制作：サンライズ  |
| 2015年 | 映画かいけつゾロリ うちゅうの勇者たち                | 岩崎知子                  | 矢尾板克之                    | 共同制作：BN Pictures |
| 2017年 | 映画かいけつゾロリ ZZ（ダブルゼット）のひみつ        | 藤森雅也                  | 矢尾板克之                    | 共同制作：BN Pictures |
| 2019年 | ぼくらの7日間戦争                                    | 村野佑太                  | 矢尾板克之                    |                       |
| 2021年 | 劇場編集版 かくしごと -ひめごとはなんですか-         | 村野佑太                  | 荒川勇人                      |                       |
| 2022年 | 映画かいけつゾロリ ラララ♪スターたんじょう           | 緒方隆秀                  | 宮田聡                        | 共同制作：BN Pictures |
| 2024年 | 劇場版 忍たま乱太郎 ドクタケ忍者隊最強の軍師         | 藤森雅也                  | 山口達也                      |                       |

### OVA
| 発売年 | タイトル                                  | 監督                         | アニメーション プロデューサー | 備考                                     |
| ------ | ----------------------------------------- | ---------------------------- | ----------------------------- | ---------------------------------------- |
| 1987年 | トワイライトQ 時の結び目 REFLECTION       | 望月智充                     | 岡村雅裕                      |                                          |
| 1990年 | リカちゃん ふしぎな不思議なユーニア物語   | N/A                          | 岡村雅裕                      |                                          |
| 1990年 | 暗黒神話                                  | 安濃高志                     | 岡村雅裕                      |                                          |
| 1990年 | 白鳥麗子でございます!                     | 本郷みつる                   | N/A                           |                                          |
| 1991年 | リカちゃん ふしぎな魔法のリング           | N/A                          | 岡村雅裕                      |                                          |
| 1992年 | リカちゃんの日曜日                        | N/A                          | 岡村雅裕                      |                                          |
| 1992年 | Spirit of Wonder                          | 本郷みつる 安濃高志 藤森雅也 | 岡村雅裕                      | -2004年                                  |
| 1994年 | リカちゃんとヤマネコ 星の旅               | N/A                          | 岡村雅裕                      | アニメーション制作協力：グループ・タック |
| 1998年 | ヨコハマ買い出し紀行                      | 安濃高志                     | 岡村雅裕                      |                                          |
| 2002年 | ヨコハマ買い出し紀行 -Quiet Country Cafe- | 望月智充                     | 岡村雅裕                      |                                          |
| 2002年 | 魔法のスターマジカルエミ 雲光る           | 安濃高志                     | N/A                           |                                          |
| 2002年 | そよかぜのおくりもの                      | sata                         | N/A                           |                                          |
| 2006年 | げんしけん                                | 水島努                       | N/A                           | -2007年                                  |

### 作画参加作品
テレビアニメ
- 新・ど根性ガエル（1981年-1982年）
- うる星やつら（1981年-1986年）
- ゲームセンターあらし（1982年）
- キャプテン（1983年）
- レディジョージィ（1983年-1984年）
- アニメ ゴーストバスターズ ＜海外合作＞（1986年-1988年）
- 赤い光弾ジリオン（1987年)
- エスパー魔美（1987年-1989年）
- チンプイ（1989年-1991年）
- クレヨンしんちゃん（1992年-）
- とっても!ラッキーマン（1994年）
- BLUE SEED（1994年-1995年）
- B'T X（1996年）
- るろうに剣心 -明治剣客浪漫譚-（1996年-1998年）
- ガサラキ（1998年-1999年）
- セラフィムコール（1999年）
- ラブひな（2000年）
- フルーツバスケット（2001年）
- キャプテン翼（2001年-2002年）
- ラーゼフォン（2002年）
- 攻殻機動隊 STAND ALONE COMPLEX（2002年-2003年）
- 交響詩篇エウレカセブン（2005年-2006年）
- 結界師（2006年-2008年）
- トランスフォーマー アニメイテッド (2007年-2009年)
- ノラガミ (2014年)
- スペース☆ダンディ (2014年)
- 銀の匙 第2期 (2014年)
- 進撃の巨人 (2017年)

劇場アニメ
- がんばれ!!タブチくん!!シリーズ
  - がんばれ!! タブチくん!!（1979年）
  - がんばれ!! タブチくん!! 第2弾 激闘ペナントレース（1980年）
  - がんばれ!! タブチくん!! 初笑い第3弾 あゝツッパリ人生（1980年）

- ルパン三世シリーズ
  - ルパン三世 カリオストロの城（1979年）
  - ルパン三世 バビロンの黄金伝説（1985年）

- 紫式部 源氏物語（1987年）
- 県立海空高校野球部員山下たろーくん（1988年）
- 平成狸合戦ぽんぽこ（1994年）
- 幽☆遊☆白書 冥界死闘篇 炎の絆（1994年）
- 新世紀エヴァンゲリオンシリーズ
  - 新世紀エヴァンゲリオン劇場版 シト新生（1997年）
  - 新世紀エヴァンゲリオン劇場版 Air/まごころを、君に（1997年）

- THE DOG OF FLANDERS（1997年）
- 名探偵コナン 14番目の標的（1998年）
- 人狼 JIN-ROH（2000年）
- パルムの樹（2002年）
- あらしのよるに（2005年）
- 借りぐらしのアリエッティ（2010年）
- クレヨンしんちゃん 爆睡!ユメミーワールド大突撃（2016年）

OVA
- 超時空世紀オーガス02（1993年-1995年）
- はじめの一歩 間柴vs木村 死刑執行（2003年）

Webアニメ
- クレヨンしんちゃん外伝 エイリアン vs. しんのすけ（2016年）

### 制作協力
テレビアニメ
- まんが日本昔ばなし（制作元請：グループ・タック、各話制作協力、1975年-1994年）
- ドラえもんシリーズ（制作元請：シンエイ動画、各話制作協力）
  - ドラえもん (1979年のテレビアニメ)（1979年-2005年）
  - ドラえもん (2005年のテレビアニメ)（2005年 -）※参加は2012年放送回より

- 怪物くん (第2作)（制作元請：シンエイ動画、各話制作協力、1980年-1982年）
- ときめきトゥナイト（制作元請：グループ・タック、制作協力、1982年-1983年）
- ガジェット警部 (制作元請：DIC、各話制作協力、1983年-1984年）
- 魔法の天使クリィミーマミ（制作元請：スタジオぴえろ、制作協力、1983年-1984年）
- チックンタックン（制作元請：スタジオぴえろ、各話制作協力、1984年）
- おねがい!サミアどん（制作元請：東京ムービー新社、制作協力、1985年）
- タッチ（制作元請：グループ・タック、各話制作協力、1985年 - 1987年）
- 光の伝説（制作元請：タツノコプロ、各話制作協力、1986年）
- 陽あたり良好!（制作元請：グループ・タック、各話制作協力、1987年-1988年）
- 燃える!お兄さん（制作元請：スタジオぴえろ、各話制作協力、1988年）
- キテレツ大百科（制作元請：スタジオぎゃろっぷ、各話制作協力、1988年-1996年）
- 新くまのプーさん (第1期)（制作元請：ディズニー・テレビジョン・アニメーション、発注元：東京ムービー新社、制作協力、1988年-1989年）
- それいけ!アンパンマン（制作元請：東京ムービー新社 → キョクイチ東京ムービー → トムス・エンタテインメント、各話制作協力、1988年-）
- 美味しんぼ（制作元請：シンエイ動画、各話制作協力、1989年）
- らんま1/2（制作元請：スタジオディーン、各話制作協力、1989年）
- スピルバーグのアニメ タイニー・トゥーン（制作元請：ワーナー・ブラザース・アニメーション、各話制作協力、1990年-1993年）
- ちびまる子ちゃん（制作元請：日本アニメーション、制作協力、1990年-1992年、1995年-）
- アニマニアックス（制作元請：ワーナー・ブラザース・アニメーション、発注元：東京ムービー新社 → キョクイチ東京ムービー、各話制作協力、1993年-1998年）
- 赤ずきんチャチャ（制作元請：スタジオぎゃろっぷ、各話制作協力、1994年-1995年）
- カラオケ戦士マイク次郎（制作元請：スタジオ旗艦、制作協力、1994年）
- わんころべえ（制作元請：キョクイチ東京ムービー、制作協力、1996年）
- はれときどきぶた（制作元請：グループ・タック、各話制作協力、1997年-1998年）
- さくらももこ劇場 コジコジ（制作元請：日本アニメーション、各話制作協力、1997年-1999年）
- LET'S ぬぷぬぷっ（制作元請：グループ・タック、制作協力、1998年）
- イソップワールド（制作元請：サンライズ、各話制作協力、1999年）
- ニャニがニャンだー ニャンダーかめん（制作元請：サンライズ、制作協力、2000年-2001年）
- とっとこハム太郎（制作元請：トムス・エンタテインメント、各話制作協力、2000年-2006年、2011年-2013年）
- 仰天人間バトシーラー（制作元請：グループ・タック、各話制作協力、2001年）
- ぱにょぱにょデ・ジ・キャラット（制作元請：マッドハウス、各話制作協力、2002年）
- ボンバーマンジェッターズ（制作元請：スタジオディーン、各話制作協力、2002年-2003年）
- 花田少年史（制作元請：マッドハウス、各話制作協力、2002年-2003年）
- 焼きたて!!ジャぱん（制作元請：サンライズ、各話制作協力、2004年-2006年）
- ぷるるんっ!しずくちゃんシリーズ
  - ぷるるんっ!しずくちゃん（制作元請：トムス・エンタテインメント、各話制作協力、2006年-2007年）
  - ぷるるんっ!しずくちゃん あはっ☆（制作元請：トムス・エンタテインメント、各話制作協力、2007年-2008年）

- げんしけん2（制作元請：アームス、制作協力、2007年）
- もやしもん（制作元請：白組・テレコム・アニメーションフィルム、各話制作協力、2007年）
- デルトラクエスト（制作元請：オー・エル・エム、各話制作協力、2008年）
- のらみみシリーズ
  - のらみみ（制作元請：トムス・エンタテインメント、各話制作協力、2008年）
  - のらみみ2（制作元請：トムス・エンタテインメント、各話制作協力、2008年）

- ポルフィの長い旅（制作元請：日本アニメーション、各話制作協力、2008年）
- イナズマイレブンシリーズ
  - イナズマイレブン（制作元請：オー・エル・エム、各話制作協力、2008年-2011年）
  - イナズマイレブンGO（制作元請：オー・エル・エム、各話制作協力、2011年-2012年）
  - イナズマイレブンGO クロノ・ストーン（制作元請：オー・エル・エム、各話制作協力、2012年-2013年）

- ONE OUTS -ワンナウツ-（制作元請：マッドハウス、各話制作協力、2008年）
- クプ〜!!まめゴマ!（制作元請：トムス・エンタテインメント、制作協力、2009年-2010年）
- 毎日かあさん（制作元請：ぎゃろっぷ、各話制作協力、2009年-2012年）
- たまごっち!（制作元請：オー・エル・エム、各話制作協力、2009年-2012年）
- 犬夜叉 完結編（制作元請：サンライズ、各話制作協力、2009年）
- プリティーリズム・オーロラドリーム（制作元請：タツノコプロ、各話制作協力、2011年-2012年）
- ふるさと再生 日本の昔ばなし（制作元請：トマソン、各話制作協力、2012年）
- 武装神姫（制作元請：エイトビット、各話制作協力、2012年）
- 宇宙兄弟（制作元請：A-1 Pictures、各話制作協力、2012年）
- サーバント×サービス（制作元請：A-1 Pictures、各話制作協力、2013年）
- IS 〈インフィニット・ストラトス〉2（制作元請：エイトビット、各話制作協力、2013年）
- マギ The kingdom of magic（制作元請：A-1 Pictures、各話制作協力、2013年）
- 銀の匙 Silver Spoon（制作元請：A-1 Pictures、各話制作協力、2014年）
- ウィザード・バリスターズ 弁魔士セシル（制作元請：アームス、各話制作協力、2014年）
- トライブクルクル（制作元請：サンライズ→バンダイナムコピクチャーズ、制作協力、2014年）
- テンカイナイト（制作元請：ボンズ、各話制作協力、2014年）
- 神様はじめました◎（制作元請：トムス・エンタテインメント、各話制作協力、2015年）
- ブレイブビーツ（制作元請：バンダイナムコピクチャーズ、制作協力、2015年）
- クレヨンしんちゃん（制作元請：シンエイ動画、各話制作協力、2016年）
- ドリフェス!（制作元請：バンダイナムコピクチャーズ、制作協力、2016年）
- 新幹線変形ロボ シンカリオン（制作元請：OLM、制作協力〈第52話まで〉、2018年）

劇場アニメ
- まことちゃん（制作元請：東京ムービー、原画、1980年）
- ドラえもん大長編
  - ドラえもん のび太の恐竜（制作元請：シンエイ動画、協力、1980年）
  - ドラえもん のび太の海底鬼岩城（制作元請：シンエイ動画、協力、1983年）
  - ドラえもん のび太の魔界大冒険（制作元請：シンエイ動画、協力、1984年）
  - ドラえもん のび太の宇宙小戦争（制作元請：シンエイ動画、協力、1985年）
  - ドラえもん のび太と鉄人兵団（制作元請：シンエイ動画、協力、1986年）
  - ドラえもん のび太と竜の騎士（制作元請：シンエイ動画、協力、1987年）
  - ドラえもん のび太のパラレル西遊記（制作元請：シンエイ動画、協力、1988年）
  - ドラえもん のび太の日本誕生（制作元請：シンエイ動画、協力、1989年）
  - ドラえもん のび太とアニマル惑星（制作元請：シンエイ動画、協力、1990年）
  - ドラえもん のび太のドラビアンナイト（制作元請：シンエイ動画、協力、1991年）
  - ドラえもん のび太と雲の王国（制作元請：シンエイ動画、協力、1992年）
  - ドラえもん のび太とブリキの迷宮（制作元請：シンエイ動画、協力、1993年）
  - ドラえもん のび太と夢幻三剣士（制作元請：シンエイ動画、協力、1994年）
  - ドラえもん のび太の創世日記（制作元請：シンエイ動画、協力、1995年）
  - ドラえもん のび太と銀河超特急（制作元請：シンエイ動画、協力、1996年）
  - ドラえもん のび太のねじ巻き都市冒険記（制作元請：シンエイ動画、協力、1997年）
  - ドラえもん のび太の南海大冒険（制作元請：シンエイ動画、協力、1998年）
  - ドラえもん のび太の宇宙漂流記（制作元請：シンエイ動画、協力、1999年）
  - ドラえもん のび太の太陽王伝説（制作元請：シンエイ動画、協力、2000年）
  - ドラえもん のび太と翼の勇者たち（制作元請：シンエイ動画、協力、2001年）
  - ドラえもん のび太とロボット王国（制作元請：シンエイ動画、協力、2002年）
  - ドラえもん のび太とふしぎ風使い（制作元請：シンエイ動画、協力、2003年）
  - ドラえもん のび太のワンニャン時空伝（制作元請：シンエイ動画、協力、2004年）

- めぞん一刻 完結篇（制作元請：キティ・フィルム、制作協力、1988年）
- かんからさんしん（制作元請：グループ・タック、制作協力、1989年）
- チンプイ エリさま活動大写真（制作元請：シンエイ動画、協力、1990年）
- 愛と剣のキャメロット まんが家マリナ タイムスリップ事件（制作協力、1990年）
- ちびまる子ちゃん わたしの好きな歌（制作元請：さくらプロダクション、制作協力、1992年）
- 劇場版ポケットモンスター ミュウツーの逆襲（制作元請：オー・エル・エム、制作協力、1998年）
- 映画 犬夜叉シリーズ
  - 犬夜叉 時代を越える想い（制作元請：サンライズ、制作協力、2001年）
  - 犬夜叉 紅蓮の蓬莱島（制作元請：サンライズ、制作協力、2004年）

- クレヨンしんちゃん ガチンコ!逆襲のロボとーちゃん（制作元請：シンエイ動画、制作協力、2014年）
- クレヨンしんちゃん 襲来!!宇宙人シリリ（制作元請：シンエイ動画、制作協力、2017年）
- クレヨンしんちゃん 爆盛!カンフーボーイズ～拉麺大乱～（制作元請：シンエイ動画、制作協力、2018年）

OVA
- 吸血鬼ハンターD（制作元請：葦プロダクション、協力、1985年）
- ここはグリーン・ウッド（制作元請：ぴえろ、制作協力、1991年-1993年）
- 秘境探検ファム&イーリー（制作元請：アニメイトフィルム、制作協力、1995年）
- とっとこハム太郎 アニメでちゅ!（制作元請：キョクイチ東京ムービー、制作協力、1999年）※パイロット版
- おくのほそ道（制作元請：日本アニメーション、制作協力、2004年）※教育ビデオ

ゲーム
- テイルズ オブ デスティニー2（アニメーション制作協力、2002年）
- テイルズ オブ リバース（アニメーション制作協力、2004年）
- ef - a fairy tale of the two.（アニメーション制作協力、2006年）

### その他
- それいけ!アンパンマン（パイロットフィルム、1987年）